# 伯肯
伯肯是瑞士的城鎮，位於該國中部，由伯恩州負責管轄，面積1.39平方公里，一半土地是農地，海拔高度420米，2011年人口46，人口密度每平方公里33人。